# Communauté allemande (parti politique)

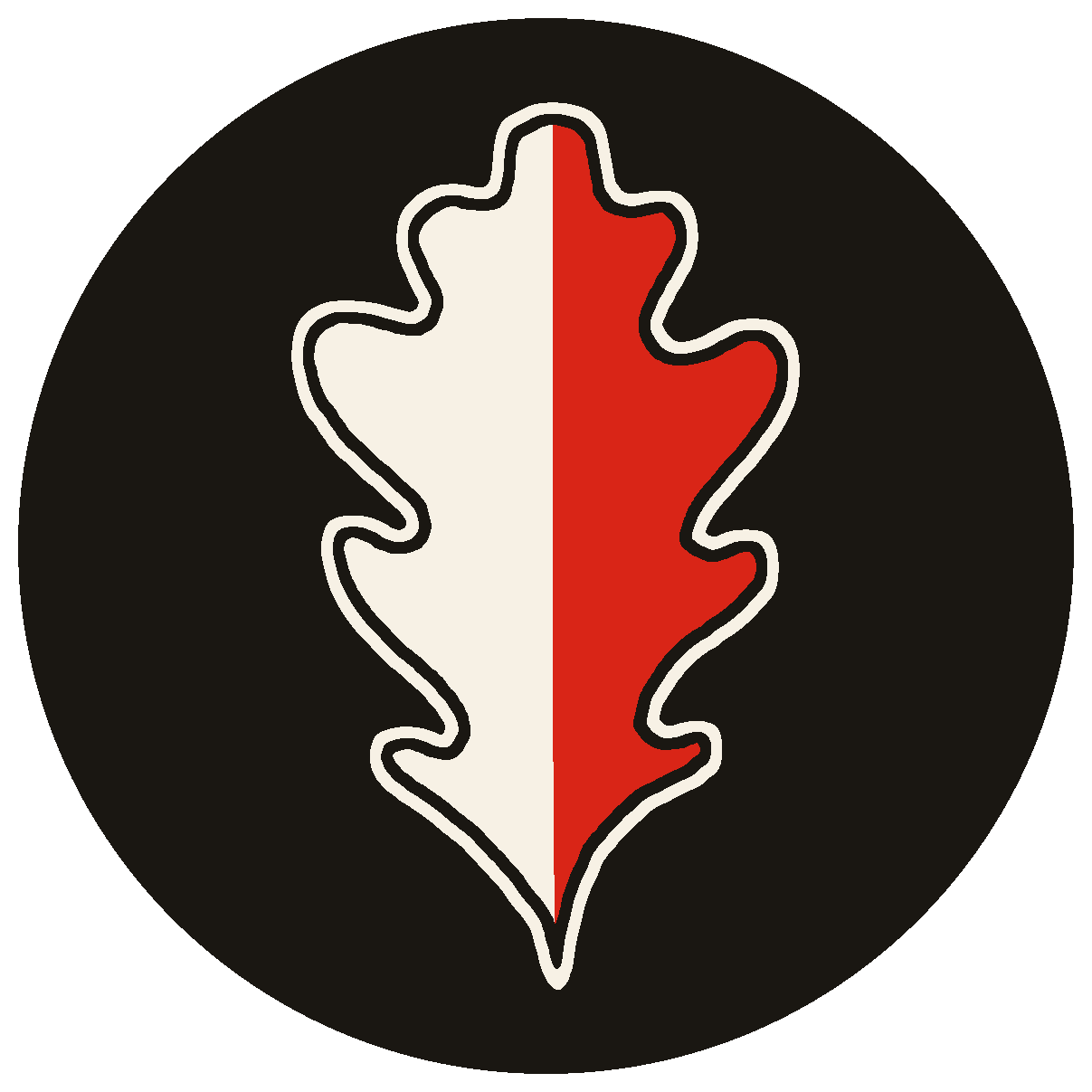
Logo de la Deutsche Gemeinschaft

La Communauté allemande (en allemand Deutsche Gemeinschaft, abrégé : DG) était un parti politique d'extrême droite nationaliste et neutraliste de la République fédérale d'Allemagne qui exista de 1949 à 1965.

## Programme
Selon ses statuts, le parti prônait une démocratie libre et forte mais utilisait dans les faits le ressentiment nationaliste et niait à la RFA le caractère d'État en invoquant son caractère provisoire. Initialement, le parti visait ainsi à restaurer l'Empire allemand, y compris dans les anciens territoires allemands de l'Est. Pour atteindre cet objectif, le parti affichait une stricte neutralité vis à vis de l'Union soviétique tout en renonçant à toute remilitarisation. Le concept de « nation européenne » fut rejeté rejeté. Le DG se décrit comme un « mouvement de libération allemand » qui serait lié aux peuples du monde qui luttent pour leur liberté. La DG se considérait également comme un partisan du « socialisme allemand ». L'organe de presse du parti était la Deutsche Gemeinschaft tirée à environ 7 500 exemplaires.

## Histoire

### Prémices et origines
Les 22 et 23 janvier 1949, l'Union allemande (Deutsche Union DU) est fondée à Braunschweig. La DU, qui, sans être un parti, voulait « communiquer de manière « non doctrinaire » au-delà de toutes les frontières partisanes et de toutes les visions du monde » se considérait comme un mouvement de rassemblement apartisan de « tous les démocrates actifs et constructifs » pour "préparer une révolution démocratique" et comme "Communauté d'action de la jeunesse". Le programme de la DU fut rédigé conjointement par August Haßuleiter et Gerhard Krüger. En collaboration avec Ferdinand Fried du « Tatkreis », Haußleiter fit publier l'hebdomadaire DU Die deutsche Wirklichkeit (la "Réalité allemande" DW).
L'éventail des membres de l'UD allait du cousin d'un des auteurs de la tentative d'attentat contre Hitler Hans-Christoph von Stauffenberg (l'un des trois présidents de l'UD, avec Haußleiter et le cousin de Rudolf Hess, Otto Hess), aux sociaux-démocrates jusqu'à l'extrême droite du général de division Remer, qui avait stoppé la tentative de putsch en 1944. Les services secrets britanniques classèrent la DU comme une « organisation nationaliste de droite » à laquelle appartenaient de nombreux journalistes et d’anciens membres des Jeunesses hitlériennes À l'intérieur de l'UD, le groupe autour de Haußleiter ne se distinguait pas seulement des nationaux-conservateurs et néo-fascistes au sein de l'UD par son programme. Selon Stöss, il leur aurait littéralement déclaré la guerre. Et le début de la « propagande pour le réarmement » et une « vision de l'Europe dirigée contre le « bolchevisme mondial » » étaient selon l'UD incompatibles avec la personne de Haußleiter.
Ce qui était initialement prévu comme une plate-forme pour un mouvement de réforme sociale lors du congrès de fondation de Francfort le 18 septembre 1949 auquel Haußleiter et von Stauffenberg étaient présents en plus des représentants des groupes déplacés et blessés, pour l'Union allemande, a finalement donné naissance au travers de Haußleiter au parti de la Communauté allemande (DG), au sein duquel il joua un rôle clé en tant que porte-parole.

### Développement politique
Le DG fut fondée le 4 décembre 1949 et enregistrée comme parti le 17 décembre 1949. Le siège du parti était à Munich. Parmi les fondateurs, on trouvait Walter Becher, Renate Malluche, August Haußleiter et Paul Wilhelm.
Lors des élections régionales de 1950 dans le Bade-Wurtemberg, une alliance électorale entre la DG et le Bloc des réfugiés obtint 14,7% des voix et 16 élus.
Lors des élections régionales de 1950 en Bavière, le DG s'est également présenté dans une alliance électorale avec le Bloc des réfugiés et obtint 12,3 % des suffrages. Sur les 26 sièges, la DG en prit 6 places. Jusqu'en 1954, la DG était représentée au Parlement du Land de Bavière. Des places fortes existaient en Franconie : à Rothenburg ob der Tauber, le DG obtint un score de 13 % aux élections locales de 1952. Aux élections de 1960, le DG récolta jusqu'à 19,6 % des suffrages exprimés. La raison en était que le conseil municipal du DG s'était « rendu très populaire auprès de la population grâce à une politique locale "pragmatique" et orientée vers le citoyen » ; « Son niveau d'implication semble avoir été assez élevé en raison des réunions de district organisées et au cours desquelles il s'est abstenu de toute démagogie et lia le travail de terrain aux préoccupations politiques générales ». En conséquence, selon Stöss, « les signes de la mise en pratique du concept démocratique du parti sont devenus visibles pour la première fois à cette époque ». A Amberg, Josef Filbig, déjà élu pour le parti nazi de 1933 à 1945, fut réélu comme candidat de la DG avec 64 % des voix. Il fut maire jusqu'en 1958.
À l'automne 1951, le Rapport trimestriel du haut-commissaire américain sur l'Allemagne rapportait que le DG ressemblait fortement au Parti néo-nazi du Reich socialiste. Compte tenu de l'interdiction prévisible de celui-ci, Haussleiter organisa le 4 octobre 1952 une réunion avec Karl-Heinz Priester, président du Mouvement social allemand (MSA) et des représentants du Parti impérial-socialiste (SRP, Sozialistische Reichspartei), ainsi qu'avec Werner Boll du Parti impérial allemand, pour créer un réservoir et récupérer les restes du SRP. Lors de la conférence du parti de la DG à Augsbourg les 15 et 16 novembre 1952, Haußleiter adapta ainsi la propagande de la DG au potentiel électoral néofasciste qui pouvait être conquis.
Afin de pouvoir participer aux élections locales en Rhénanie du Nord-Westphalie, la direction du SRP réunie autour de Fritz Dorls favorisa l'idée de s'y présenter en tant que Communauté allemande. L'avocat de Dorls, Rudolf Aschenauer, présenté comme le « successeur » de Dorls dans une organisation postérieure au SRP en août 1952, rejoignit la DG en tant que membre. Haußleiter accepta cette manœuvre ainsi que l'intention de rassembler les anciens membres du SRP de Basse-Saxe au travers d'une antenne régionale de la DG. Aschenauer, membre du Cercle Naumann, révéla les projets de la direction du SRP dans la presse début octobre 1952 avec Haußleiter et tous deux ont appelé les anciens membres du SRP à voter désormais pour la DG.
Dans le cadre de l'interdiction du SRP par le Tribunal constitutionnel fédéral en 1952, les associations de district de la DG de Darmstadt, Kassel, Wiesbaden en Hesse, alors dominées par d'anciens membres du SRP furent interdites en tant qu'organisations successeures du SRP. Sous le coup de ces dissolutions tombèrent également les listes électorales de la DG en Rhénanie du Nord-Westphalie, deux associations de district en Rhénanie-Palatinat ainsi que l'association nationale de Basse-Saxe. En 1956, l'association régionale de  Berlin Ouest fut interdite. En conséquence, le parti décida de ne plus travailler avec d’autres partis nationaux.
D'un côté, Haußleiter donna à la Communauté allemande une image spécifique au travers de son propre drapeau (le drapeau de Geusen avec une feuille de chêne divisée rouge et blanche sur fond noir) et sa propre chanson de fête (Seule la liberté appartient à notre vie de Hans Baumann), ses discours spectacles et une identité particulière qui rappelait les partis nationaux des années 1920 lors des conférences du parti ou d'autres apparitions publiques notamment du fait de la musique de marche et le Deutschlandlied obligatoire à la fin de l'événement ; de l’autre, il s’efforçait de donner au parti une orientation nationale moderne (« nouveau nationalisme »). Selon leur vision d’extrême-droite, l'Allemagne de l'Ouest se faisait économiquement, politiquement et culturellement américaniser. La DG adopta alors en 1954 un « programme résolument neutraliste et anti-impérialiste » qui exigeait : « La condamnation de toutes les formes de domination nationale étrangère, telles que l’oppression des minorités nationales, la discrimination raciale, le colonialisme, l’impérialisme et les régimes d’occupation. … » ou « Révision de la démarcation frontalière de 1945 par des moyens pacifiques avec renonciation définitive à toute « saisie de terres » au-delà de la zone naturelle, historique et géographique d’implantation de [leur] peuple"
Depuis 1961, « le "nouveau nationalisme" de la DG/AUD » s’est un peu éloigné des « revendications totalement extrémistes et nationalistes de droite ». Au début des années 1960, l'activité oratoire infatigable de Haußleiter a permis d'élargir à nouveau le nombre de ses membres, de sorte que le journal du parti qu'il publiait a régulièrement pu augmenter son tirage (entre 7 000 et 10 000 exemplaires par semaine). Dans le même temps, le « nouveau nationalisme » se mélangeait à des éléments pacifistes.
En 1963, le parti déclarait 2 500 membres. Lors d'une conférence le 28 septembre 1963, le DG rejeta la coopération avec d'autres partis, se convainquant qu'il entrerait au Bundestag lors des élections fédérales de 1965. Cependant, il ne s'est pas présenté à cette élection. Lorsqu'une alliance électorale national-neutraliste plus large commença à se former en 1965 en réponse aux efforts d'Hermann Schwann, Haußleiter et la DG s'allièrent au Groupe d'action pour les Allemands indépendants (AUD).

## Résultats électoraux

### Élections fédérales
- Élection fédérale 1957 : 17 490 voix ; 0,1 %

La DG a présenté une liste dans 5 des 10 Länder.
- Élection fédérale 1961 : 27 308 voix ; 0,1 %

La DG a présenté une liste dans 7 Länder sur 10.

### Élections desLänder
- Bade-Wurtemberg

1952 : 89 459 voix ; 3.3 % (dans le Wurtemberg-Baden en tant que DG-BHE, dans le Wurtemberg-Hohenzollern en tant que DG, ne se présente pas au Baden)
1956 : 11 747 voix ; 0,4 %
1960 : 5 326 voix ; 0,2 %
1964 : 10 322 voix ; 0,3 %
- Bavière

1950 : 1 136 148 voix ; 12.3 %
Le DG s'est réuni avec le Bloc des réfugiés sous le nom de Bloc communautaire allemand des expulsés et des personnes privées de droits (BHE-DG). Sur les 26 sièges ainsi obtenus, le DG a occupé 6.
1954 : 54 522 voix ; 0,6 % (avec l'Association des agriculteurs et des classes moyennes allemandes en tant que bloc de droite bavarois)
1958 : 31 919 voix ; 0,3 %
1962 : 30 663 voix ; 0,3 %
- Hambourg

1957 : 485 voix ; 0,0 %
1961 : 784 voix ; 0,1 %
- Hesse

1958 : 1 093 voix ; 0,0 %
1962 : 1 433 voix ; 0,1 %
- Basse-Saxe

1959 : 2 775 voix ; 0,1 %
1963 : 2 190 voix ; 0,1 %
- Rhénanie du Nord-Westphalie

1958 : 220 voix ; 0,0 %
1962 : 4 917 voix ; 0,1 %
- Rhénanie-Palatinat

1959 : 2 453 voix ; 0,1 %
1963 : 4 062 voix ; 0,2 %
- Schleswig-Holstein

1962 : 1 043 voix ; 0,1 %
- Wurtemberg-Bade

1950 : 212 431 voix ; 14.7 %
Le DG s'est présenté aux côtés du BHE (DG-BHE) et l'alliance électorale a obtenu 16 sièges.
La DG ne participa pas dans les autres Länder.

## Sources
- Kurt Hirsch : Rechts von der Union. 1989,  (ISBN 3-926901-22-5).
- Richard Stöss : Vom Nationalismus zum Umweltschutz. Die Deutsche Gemeinschaft, Aktionsgemeinschaft Unabhängiger Deutscher im Parteiensystem der Bundesrepublik. Opladen 1980,  (ISBN 3-531-11512-X), DOI 10.1007/978-3-322-86400-0